# Madygenius extraradius
Madygenius extraradius  (лат.) — ископаемый вид пилильщиков рода Madygenius из семейства Xyelidae. Один из древнейших представителей отряда перепончатокрылые. Обнаружен в триасовых ископаемых останках (Средняя Азия, Кыргызстан, Madygen, Dzhailoucho, карнийский ярус, около 230 млн лет). Длина тела 7,7 мм, длина переднего крыла 7,0 мм. 
Вид Madygenius extraradius был впервые описан по отпечаткам в 1969 году советским и российским энтомологом Александром Павловичем Расницыным (ПИН РАН, Москва, Россия) вместе с Asioxyela paurura, Dinoxyela armata, Eoxyela sibirica, Triassoxyela orycta и другими. Включён в состав рода Madygenius Rasnitsyn 1969 и подсемейства Archexyelinae вместе с видом Madygenius primitivus. Сестринские таксоны пилильщиков: Archexyela, Asioxyela, Dinoxyela, Euryxyela, Ferganoxyela, Leioxyela, Lithoxyela, Madygenius, Triassoxyela, Xiphoxyela, Xyelinus. Это один из древнейших видов пилильщиков и всех представителей отряда перепончатокрылые наряду с такими видами как Potrerilloxyela menendezi, Ferganoxyela sogdiana, Oryctoxyela triassica, Ferganoxyela destructa, Triassoxyela kirgizica, T. foveolata.